# 2004年アテネオリンピックのキューバ選手団
2004年アテネオリンピックのキューバ選手団（2004ねんアテネオリンピックのキューバせんしゅだん）は、2004年8月13日から8月29日にかけてギリシャの首都アテネで開催された2004年アテネオリンピックのキューバ選手団、およびその競技結果。

## 概要
今大会は金メダル9個、銀メダル7個、銅メダル11個の合計27個のメダルを獲得した。

## メダル
| メダル | 選手名                         | 競技       | 種目                     |
| ------ | ------------------------------ | ---------- | ------------------------ |
| 金     | ユミレイディ・クンバ           | 陸上       | 女子砲丸投               |
| 金     | オスレイディス・メネンデス     | 陸上       | 女子やり投               |
| 金     | ヤンドロ・キンタナ             | レスリング | 男子フリースタイル60kg級 |
| 金     | ヤン・バルテレミー             | ボクシング | 男子ライトフライ級       |
| 金     | ユリオルキス・ガンボア         | ボクシング | 男子フライ級             |
| 金     | ギレルモ・リゴンドウ           | ボクシング | 男子バンタム級           |
| 金     | マリオ・キンデラン             | ボクシング | 男子ライト級             |
| 金     | オドラニエル・ソリス           | ボクシング | 男子ヘビー級             |
| 銀     | イプシ・モレノ                 | 陸上       | 女子ハンマー投           |
| 銀     | ダイマ・ベルトラン             | 柔道       | 女子78kg超級             |
| 銀     | ロベルト・モンソン             | レスリング | 男子グレコローマン60kg級 |
| 銀     | ユデル・ジョンソン・セデーニョ | ボクシング | 男子ライトウェルター級   |
| 銀     | ロレンソ・アラゴン             | ボクシング | 男子ウェルター級         |
| 銅     | アニエル・ガルシア             | 陸上       | 男子110mハードル         |
| 銅     | ユナイカ・クロフォード         | 陸上       | 女子ハンマー投           |
| 銅     | ヨルダニス・アレンシビア       | 柔道       | 男子66kg以下級           |
| 銅     | アマリリス・サボン             | 柔道       | 女子52kg以下級           |
| 銅     | ユリスレイディス・ルペティ     | 柔道       | 女子57kg以下級           |
| 銅     | ドリュリス・ゴンサレス         | 柔道       | 女子63kg以下級           |
| 銅     | ユリセル・ラボルデ             | 柔道       | 女子78kg以下級           |
| 銅     | イバン・フンドラ               | レスリング | 男子フリースタイル74kg級 |
| 銅     | ミチェル・ロペス               | ボクシング | 男子スーパーヘビー級     |